# Fantasio et le Fantôme
 (octobre 2024).
Si vous disposez d'ouvrages ou d'articles de référence ou si vous connaissez des sites web de qualité traitant du thème abordé ici, merci de compléter l'article en donnant les références utiles à sa vérifiabilité et en les liant à la section « Notes et références ».
Fantasio et le Fantôme (ou Fantasio et le Fantôme et 4 autres aventures) est un album de bande dessinée, le quatrième hors-série des aventures de Spirou et Fantasio.

## La Zorglumobile
Franquin (1976)

### Synopsis
Spirou, Fantasio et le Comte de Champignac s'arrêtent dans un hôtel, auquel ils se sont rendus à bord d'une zorglumobile.

### Publications
La Zorglumobile est un poster réalisé pour un club flamand de bande dessinée.

## Personnages
- Spirou
- Fantasio
- Spip
- Le Marsupilami
- Le colonel Pickles (première apparition)
- Georges Léopold (première apparition)
- Macbett (première apparition)
- Bizu (première apparition dans la série Spirou et Fantasio)
- Schnockbul (première apparition dans la série Spirou et Fantasio)
- Le Maire de Champignac
- Zorglub
- Duplumier
- Dupilon
- Zantafio
- Seccotine